# Ancienne laiterie et estaminet du Vieux Tilleul

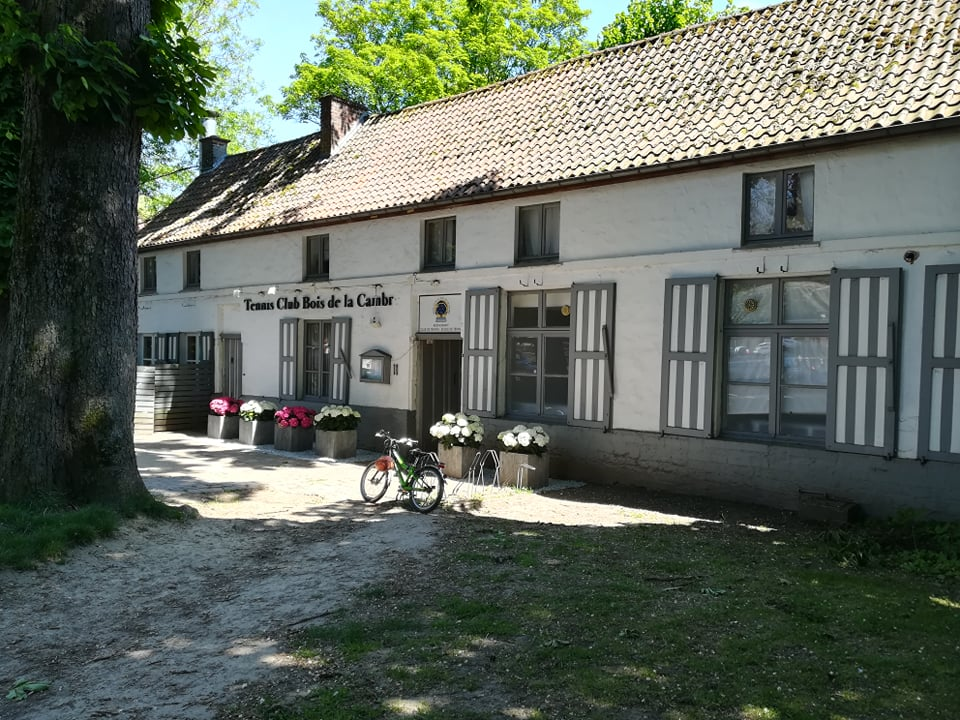
Ancienne laiterie et estaminet du Vieux Tilleul.

Pour les articles homonymes, voir Ferme.
 (juin 2019).
L'ancienne laiterie et estaminet du Vieux Tilleul est une ancienne maison-ferme et une ancienne laiterie du hameau de Boondael. C'est aujourd'hui un club de tennis[réf. nécessaire]. 
Le bâtiment est classé. L'ensemble formé avec la chapelle de Boondael et l'auberge de Boondael ainsi que la laiterie sont les derniers témoins de l'activité rurale d'Ixelles qui a été totalement supprimée par une urbanisation massive au XXe siècle.
À Ixelles un endroit a gardé, en partie, des traces très anciennes datant du XVIIIe siècle, c’est le Square du Vieux Tilleul autour de l'ancienne maison-ferme du Vieux Tilleul, qui est actuellement le club de tennis du Bois de la Cambre. C'est une architecture vernaculaire. Elle désigne une architecture non créée par des architectes, mais plutôt par des communautés qui se fondent sur des traditions anciennes pour bâtir à partir de matériaux locaux, elle est très diversifiée.

## Description
Dans la seconde ceinture de Bruxelles se trouvent des bâtiments ruraux. Ce sont généralement des habitations anciennes ou des fermes provenant de petits villages. C’est une architecture qui remonte aux XVIIe et XVIIe siècles. Les fermes de cette époque sont rares car elles subissent souvent des modifications. Il y a très peu de fermes médiévales qui ont gardé leur aspect initial. Actuellement, elles sont englobées dans la ville, avec des façades sobres en briques blanchies à la chaux et des toitures en tuile.

### Bâtiment et façade
De manière générale, l’agencement architectural des fermes ne change pas énormément. Une ferme est composée de plusieurs subdivisions avec toutes des fonctions particulières. Chaque espace à une fonction différente, ces espaces sont articulées en plusieurs ailes qui définissent une cour de forme polygonale. Majoritairement, les fermes subissent des changements dus, soit un agrandissement de terrain soit à une topographie laborieuse du site. De ce fait apparaissent des désarticulations du périmètre. 
Il s’agit d’une ancienne maison-ferme qui date du XVIIIe siècle et qui est agrandie par la suite. Elle a subi une rénovation complète en 1956. A ce jour, ce bâtiment fait partie du club de tennis du Bois de La Cambre. Aujourd'hui, l’intérieur a été aménagé en restaurant et en vestiaire pour les usagers du club de tennis.
C’est un bâtiment rural dont la typologie est en L. On[style à revoir] constate que la façade blanche, est surélevée d’un soubassement en moellons (petites pierres brutes de construction) mélangées à du mortier, dont le bord supérieur est chanfreiné (en moulure plate). Ce bâtiment, possède deux ailes, dont la plus ancienne se trouve en face du square. Elle est composée d’un logis qui fait un niveau et demi sous la toiture en bâtière, et qui possède deux versants opposés, et de l’autre côté des pignons couverts. 
Le rez-de-chaussée est percé de six fenêtres rectangulaires avec un meneau au centre. Une division des fenêtres en six carreaux se fait par croisillons. La façade du rez-de-chaussée comporte aussi des appuis au bord du soubassement, et deux simples portes avec chambranle sur le haut. Le demi-niveau est composé de sept petites fenêtres carrées à meneaux avec un appui saillant qui repose sur le bandeau qui divise la façade blanche en deux niveaux. La façade arrière, a été très modifiée en 1956, elle est composée de trois portes rectangulaires, d’une grande fenêtre et de neuf petites fenêtres d’étables. Au bord, se trouve une galerie à laquelle on[style à revoir] a ajouté par la suite des appentis. Tous les châssis sont en bois.
Une des ailes est construite perpendiculairement à l’espace de logis qui présente une forme caractéristique du XIXe siècle. La façade est composée de six ouvertures rectangulaires enfoncées dans des panneaux en creux.
Au-dessus de chaque baie, se trouvent des éléments architecturaux en forme d’arc qui ont pour but d’alléger les poids des murs sur les linteaux et qui témoignent de leurs modifications. La façade latérale de droite a subi également quelques modifications, on y a rajouté trois baies vitrées. La toiture en bâtière est composée de tuile à coyau et l’extrémité du toit est en croupe latérale. En dessous se trouve un entablement paré d’une frise de briques à rectangles en creux.

## Historique du quartier et du bâtiment
Le square du Vieux Tilleul est une section de l’avenue du Bois de la Cambre, il est de forme rectangulaire, c’est aussi un point de jonction entre plusieurs avenues : l’avenue Armand Huysmans, celle des Grenadiers, l’avenue d’Italie et la chaussée de Boitsfort. La réalisation du square est lancée dans le cadre du plan d’aménagement du quartier Boondael. Avant cela, le site est occupé par l’ancien hameau et l'Exposition universelle de Bruxelles de 1910. Après plusieurs versions du site, il y a fixation du plan par arrêté royal le 2 novembre 1937.
En 1965, le square est redessiné et agrandi dans le cadre du PPAS du Vieux Tilleul, avec un arrêté royal le 12 juillet 1963. En même temps on construit l’avenue d’Italie. Dès cette époque, le square acquiert sa typologie actuelle. Au bord de la place, se trouve un centre commercial dans lequel selon le site Iris Monument, on avait prévu une salle de cinéma, un parking couvert et un immeuble à appartements avec quatre façades.  En 1962-63, on confie à l'architecte Albert J. De Doncker la construction du complexe commercial et résidentiel.  
De 1930 à 1960 le quartier a subi une urbanisation intensive, depuis il a peu de façades qui ont gardé leur aspect rural telle que l’auberge de Boondael et la chapelle Saint-Adrien. On retrouve le très ancien tilleul qui a donné son nom à la place dans une carte du XVIIe siècle. C’est pendant la reconstruction de la chapelle que cet arbre a été planté.
Quand on arrive sur le square, on constate une véritable coupure entre une partie qui est très ancienne qui est l’auberge de Boondael et l’ancienne ferme, et une autre partie qui est plus contemporaine avec l’école du Bois de la Cambre. Ce sont des architectures qui ont en commun la façade d’enduit blanc et marqué par leur horizontalité. De l’autre côté de la place on a ce centre commercial des années 1960 et les appartements de Pierre Blondel (bâtiments beaucoup plus modernes) malgré la volonté d’avoir gardé un coté à l’ancienne, on a finalement obtenu d’un point de vue urbanistique et architectural quelque chose de très déséquilibré.